# Rádio Gaúcha
Rádio Gaúcha é uma emissora de rádio brasileira sediada em Porto Alegre, capital do estado do Rio Grande do Sul. Opera na frequência FM 93,7 MHz, concessionada em Guaíba. Pertencente ao Grupo RBS, é a cabeça de rede da Rede Gaúcha SAT.

## História

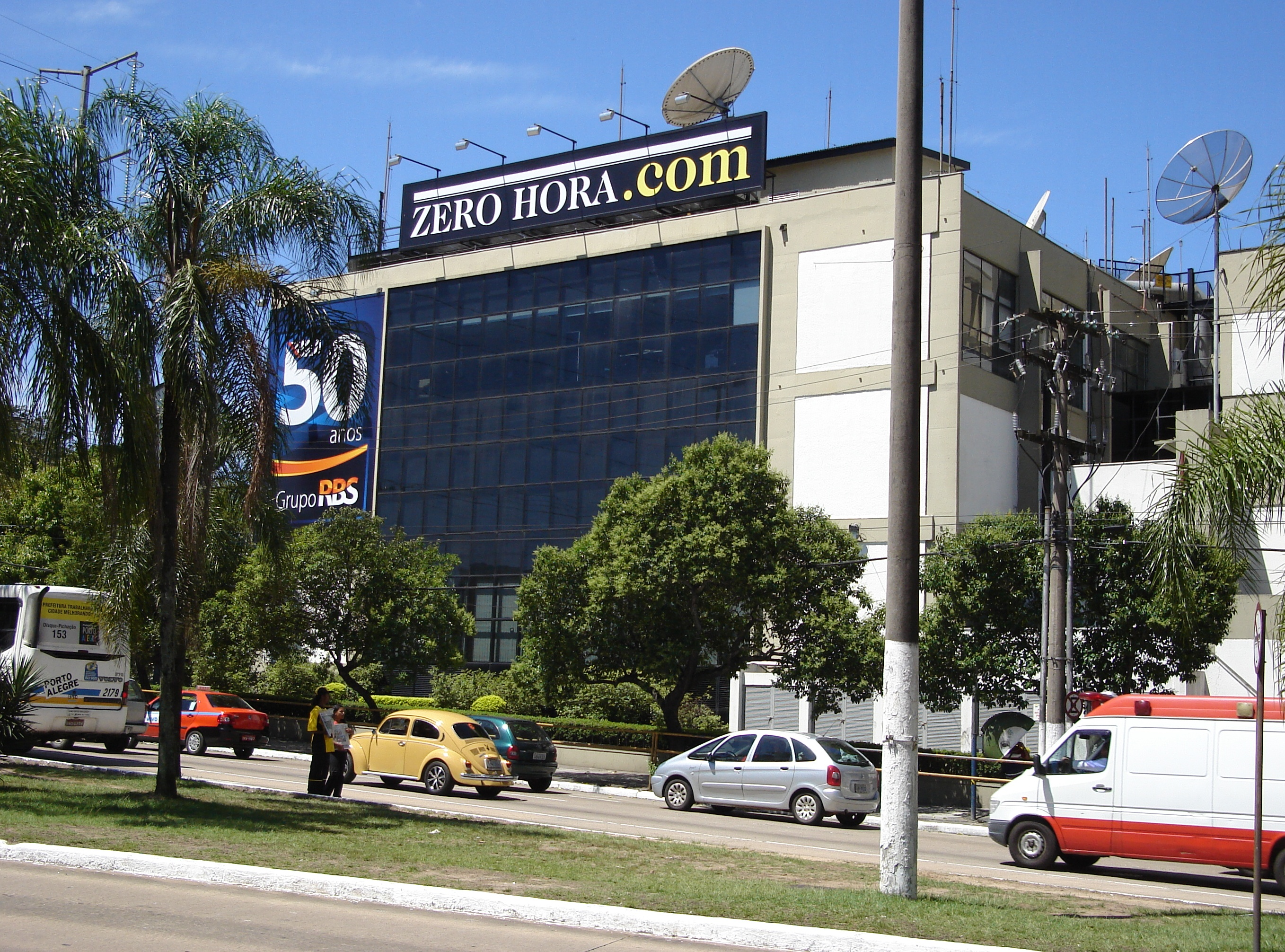
Sede do jornal Zero Hora em Porto Alegre, onde estão os estúdios da emissora

A rádio foi fundada por radioamadoristas que queriam ter em Porto Alegre uma transmissora como havia em São Paulo e Buenos Aires. Muitos dos que participaram da fundação da Gaúcha fizeram parte da Rádio Sociedade Rio-Grandense, que existiu brevemente em 1924. Reuniões foram realizadas em uma casa na Rua da República, no bairro porto-alegrense da Cidade Baixa, e a criação da associação foi decidida no dia 5 de fevereiro de 1927. O primeiro presidente foi Fernando Martins de Souza, então chefe do Departamento de Obras Novas da Intendência de Porto Alegre.

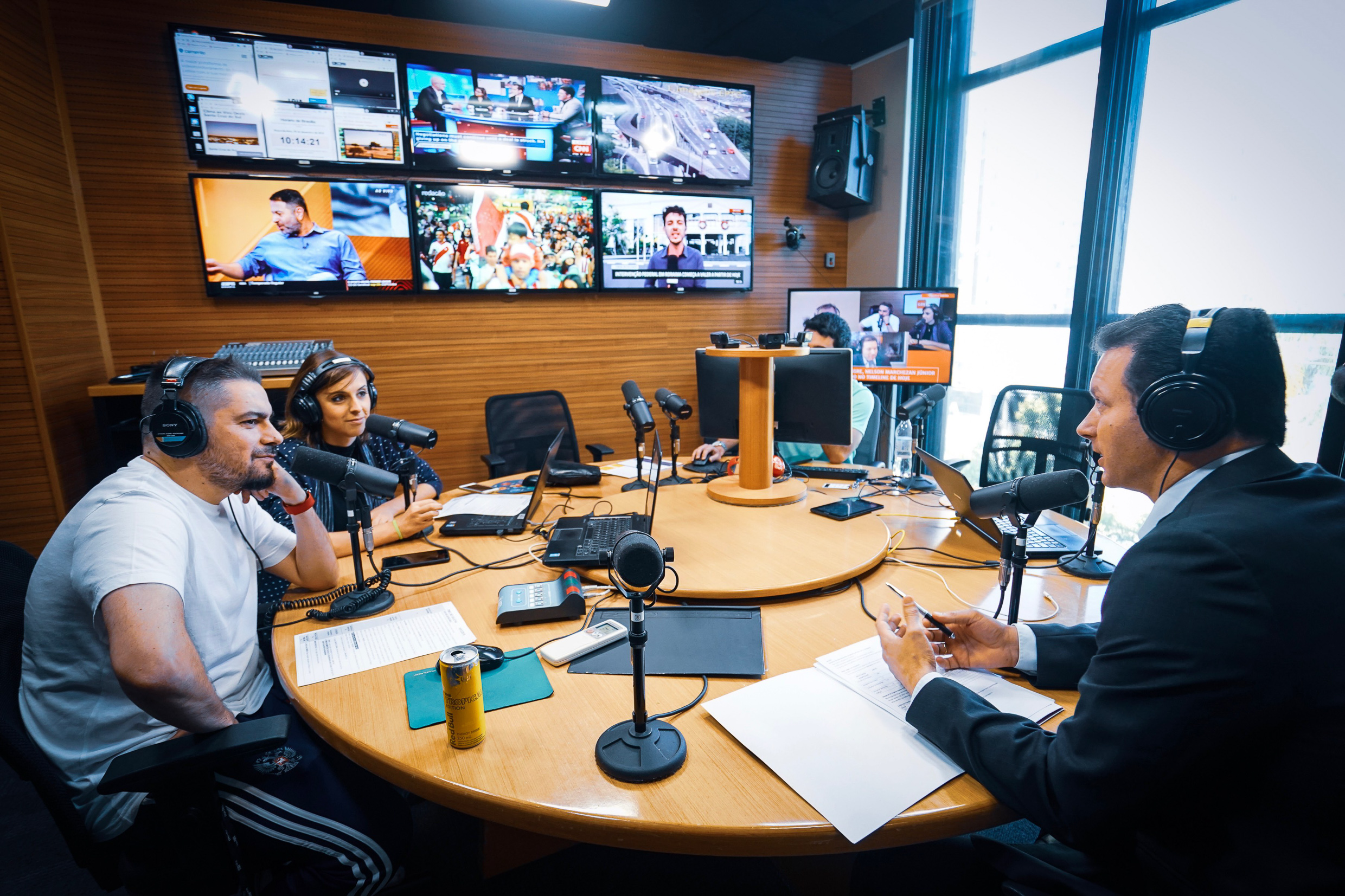
Prefeito de Porto Alegre Nelson Marchezan Júnior em entrevista à Rádio Gaúcha em dezembro de 2017

A Rádio Gaúcha foi fundada em 8 de fevereiro de 1927 com a razão social Rádio Sociedade Gaúcha (nome sugerido pelo médico oftalmologista Ivo Barbedo), na frequência de 1170 kHz. Seus estúdios se situavam no Grande Hotel, no Centro de Porto Alegre. Com trezentos sócios que pagavam mensalidade, a Gaúcha foi oficialmente inaugurada em 19 de novembro de 1927, mas já fazia transmissões experimentais desde setembro. O primeiro a falar no microfone foi Bolivar Carneiro da Fontoura.
Em 19 de novembro de 1931, fez a primeira transmissão de uma partida de futebol no Rio Grande do Sul, na vitória do Grêmio por 3x1 sobre a seleção do Paraná, com transmissão de Ernani Ruschel, então com 23 anos. Na época, os estúdios estavam na praça José Montaury, em frente à Hidráulica do Moinhos de Vento, perto, assim, do estádio da Baixada, na rua Mostardeiro. Por isso, foi possível puxar os fios da rádio até o campo.
Na década de 1940, seus estúdios foram transferidos para o Edíficio União, também no Centro. Em 3 de julho de 1957, foi adquirida por Maurício Sirotsky Sobrinho e Frederico Arnaldo Ballvé, sendo o embrião do atual Grupo RBS. Em 1970 estreou na Gaúcha o programa de debates esportivos Sala de Redação, que se mantém no ar até hoje e é uma das mais notórias atrações da emissora.
Em 28 de maio de 2008, após um período de transição, a Rádio Gaúcha passou a transmitir também no dial FM, na frequência 93,7 MHz, substituindo sua co-irmã Metrô FM. A partir da década de 2010, a emissora começa a formar uma rede estadual com emissoras próprias, de modo a substituir algumas emissoras das redes Itapema e Atlântida. A primeira a ser lançada foi a Rádio Gaúcha Santa Maria, em 2 de julho de 2012, seguida da Rádio Gaúcha Serra em 3 de setembro do mesmo ano e da Rádio Gaúcha Zona Sul em 1.º de junho de 2014.
Em 21 de setembro de 2017, o Grupo RBS lançou o portal de notícias GaúchaZH, de modo a convergir o conteúdo noticioso da Rádio Gaúcha e do jornal Zero Hora na internet, substituindo os antigos websites dos dois veículos de comunicação, além da produção de conteúdo exclusivo de ambos para o meio digital. Em 12 de junho de 2018, a Rádio Gaúcha passou a transmitir parte de sua programação ao vivo diretamente da redação integrada com os jornais Zero Hora e Diário Gaúcho.  
Em 21 de julho de 2021 foi anunciado pelo portal GZH que no dia 31 do mesmo mês seria desligado o sinal histórico do dial AM 600 kHz após anúncio feito pelo Grupo RBS. A medida antecipa o desligamento do dial AM em várias cidades do Brasil. O sinal foi oficialmente desativado às 23h59 do mesmo dia. Com a alteração, a emissora passa a focar no dial FM (Porto Alegre, Serra, Santa Maria, Zona Sul e Rede Gaúcha Sat) e nas plataformas digitais seguindo a tendência do mercado radiofônico.

## Rede Gaúcha SAT
É uma cadeia de emissoras de rádio de vários estados do Brasil, afiliadas à Rádio Gaúcha. Foi fundada oficialmente na Copa do Mundo de 1994, contando na época com mais de 400 emissoras. Atualmente é composta por 143 emissoras, que que visam acompanhar as jornadas esportivas da Dupla Gre-Nal e da Seleção Brasileira e retransmitir vários programas jornalísticos.

## Prêmios
Prêmio Vladimir Herzog
Menção Honrosa do Prêmio Vladimir Herzog por Rádio
| Ano  | Obra                                             | Veículo de mídia                 | Autor          | Resultado |
| ---- | ------------------------------------------------ | -------------------------------- | -------------- | --------- |
| 2012 | 'À espera de um lar: a história de futuros pais" | Rádio Gaúcha (Porto Alegre – RS) | Renata Colombo | Venceu    |